# Дубровачка трилогија
Дубровачка трилогија је књижевни триптих Ива Војновића настао у Дубровнику у периоду од 1895. до 1901, најуспелије дело овог писца које говори о паду Дубровачке републике, једно од најлепших и најквалитетнијих дела јужнословенске књижевности уопште, „ненадмашно драмско дело којим би се поносила свака књижевност”.
Ово дело представља, како то сам писац каже, „три струка: ловорике, пелина и вријеса” које полаже на гроб свог оца „да у хладу чемпреса на Михајлу не увехну”. То је, најпре, залазак сунца Слободе, ступањем Лористонове војске у Дубровник (први део: Allons enfants!); затим сурово пропадање горде властеле (други део: Сутон) и, најзад, на прекретници, у тами успомена, последњи одсјај некадашњег господства (трећи део: На тараци).

## Ликови и улоге
(према издању Српске књижевне задруге и првог издања овог дела из 1903)

### !
Властела дубровачка

Кнез (72 год.)

Госпар Орсат (41 год.)

Госпар Никша (60 год.)

Госпар Марко (36 год.)

Госпар Нико (33 год.)

Госпар Лукша (42 год.)

Госпар Влахо (27 год.)

Госпар Мато (70 год.)

Госпар Ђиво (60 год.)

Госпар Ђоно (52 год.)

Госпар Карло (30 год.)

Госпар Јеро (20 год.)

Госпар Томо (30 год.)

Госпар Пало (34 год.)

Госпар Сабо (60 год.)

Госпар Луцо (58 год.)

Госпар Антун (48 год.)

Госпар Михо (50 год.)

Госпар Шишко (82 год.)

Госпар Луко (50 год.)

Госпар Влађ (26 год.)

1., 2., 3. дјетић у Орсата

1., 2. здур

Госпођа Ане Менце-Бобали, тетка Орсатова (69 год.)

Госпођа Деша Палмотица, Анина унука (27 год.)

Обе владике дубровачке

Кристина, дјевојчица пучка (16 год.)

Луција, дјевојка у Орсата (60 год.)

- Чин се догађа у кући Орсата Великога, близу Госпе, дне 27. маја 1806. између 4 и 7½ послије подне.

### Сутон
Мара Никшина Бенеша, владика дубровачка (68 год.)

њезине кћери

Маде (42 год.)

Оре (36 год.)

Павле (27 год.)

Ката, дјевојка у Маре (60 год.)

властела дубровачка

Луцо Орсатов Волцо (78 год.)

Сабо Шишков Прокуло (62 год.)

Лујо Ласић, капетан поморски (32 год.)

Васо, трговац (40 год.)

једна 'козица' 
- Чин се догађа у Бенешиној кући (на Пустијерни) у Граду, год. 1832.

### На тараци
Госпар Ликша гроф Менце (Менчетић), властелин дубровачки (65 год.)

Госпар Нико, брат му (70 год.)

Госпођа Маре, сестра му (68 год.)

Ида, њихова родица (21 год.)

Баруница Лидија (29 год.)

Госпођа Славе (48 год.)

Емица, њезина кћи (19 год.)

Госпођа Лукре (52 год.)

Оре, њезина кћи (18 год.)

Јелка, њихова пријатељица (24 год.)

Госпођа Клара (60 год.)

Дум Марин, парох (66 год.)

Гроф Ханс (34 год.)

Барун Јосип Ласић (28 год.)

Марко де Тудизи, чиновник (36 год.)

Вуко, Конављанин

Вица, дјевојка у госпара Лукше

Три мужиканта из града

Двије дјевојке у Лукше
- Чин се догађа у год. 1900. у вили госпара Лукше у Гружу.